# Xã Beaver Creek, Quận Rock, Minnesota
Xã Beaver Creek (tiếng Anh: Beaver Creek Township) là một xã thuộc quận Rock, tiểu bang Minnesota, Hoa Kỳ. Năm 2010, dân số của xã này là 386 người.